# Żmakino (obwód kurski)
Żmakino (ros. Жмакино) – wieś (ros. деревня, trb. dieriewnia) w zachodniej Rosji, w sielsowiecie kostielcewskim rejonu kurczatowskiego w obwodzie kurskim.

## Geografia
Miejscowość położona jest nad rzeką Diemina, 6,5 km od centrum administracyjnego sielsowietu kostielcewskiego (Kostielcewo), 13,5 km od centrum administracyjnego rejonu (Kurczatow), 40,5 km od Kurska.

## Demografia
W 2010 r. miejscowość zamieszkiwało 121 osób.